# Metaphycus bolangerae
Metaphycus bolangerae är en stekelart som beskrevs av Hayat 2003. Metaphycus bolangerae ingår i släktet Metaphycus och familjen sköldlussteklar. Inga underarter finns listade i Catalogue of Life.